# 佐藤研二
佐藤 研二（さとう けんじ、生年不明 - ）は、日本の燃焼学者、火災工学者、防災工学者。

## 経歴・人物
茨城大学工学部、茨城大学大学院工学研究科修士課程を経て東京大学大学院工学系研究科博士課程に進み、1979年（昭和54年）3月、単位取得満期退学。その後、東京大学工学部総合試験所助手を経て、1983年（昭和58年）東邦大学理学部物理学科講師となり、助教授、教授を歴任し、2016年（平成28年）3月定年退職した。
燃焼学を主専門とし、火災・爆発などの燃焼現象に係わる研究に従事した。主な研究に、火炎・くん焼による可燃性固体の燃え拡がり時の燃焼帯の構造と挙動、金属の燃焼現象、予混合火炎の構造と火炎伝播挙動、ガス爆発時の火炎挙動と圧力挙動などがある。著書に『爆発防止実用便覧』、『火の百科事典』、『火災と建築』など。